# Ejersa Goro
Ejersa Goro is een stad in het oosten van Ethiopië. De stad telde in 2005 3.104 inwoners. De voormalige Ethiopische keizer Haile Selassie werd hier geboren.

## Geboren
- Haile Selassie (1892-1975), keizer van Ethiopië